# Задняя большеберцовая мышца
Задняя большеберцовая мышца (лат. Musculus tibialis posterior) — мышца голени задней группы.
Располагается между длинным сгибателем пальцев (лат. M. flexor digitorum longus) и длинным сгибателем большого пальца стопы (лат. M. flexor hallucis longus).
Начинается от межкостной перегородки, а также от примыкающих краёв большеберцовой и малоберцовой костей. Направляется вниз и переходит в длинное сухожилие, которое, пройдя в отдельном канале под лат. retinaculum mm. flexorum, огибает сзади медиальную лодыжку и, перейдя на подошву, прикрепляется к бугристости ладьевидной и к трём клиновидным костям.

## Функция
Сгибает стопу и приводит её вместе с передней большеберцовой мышцей. Вместе с другими мышцами, прикрепляющимися на медиальном крае стопы она также участвует в образовании «стремени», которое укрепляет поперечный свод стопы.